# نینجا گایدن ۴
نینجا گایدن ۴ (به انگلیسی: Ninja Gaiden 4) یک بازی ویدئویی رو به انتشار در سبک اکشن ماجراجویی است که با همکاری تیم نینجا، کویی تکمو و پلاتینیوم گیمز توسعه یافته و به‌وسیلهٔ ایکس‌باکس گیم استودیوز منتشر خواهد شد. این اولین عنوان اصلی در مجموعه بازی‌های نینجا گایدن اثر استودیوی کویی تکمو پس از بیش از ۱۳ سال به‌شمار می‌رود و دنبالهٔ مستقیم نینجا گایدن ۳ (۲۰۱۲) است. داستان بازی در درجه اول از شخصیت جدیدی به نام یاکومو پرده بر می‌دارد، اگرچه قهرمان اصلی این سری، ریو هایابوسا نیز قابل بازی است و نقش مهمی در داستان ایفا می‌کند. بازی نینجا گایدن ۴ در کنار نینجا گایدن ۲ بلک در رویداد ایکس‌باکس دِوِلوپر دیرکت در تاریخ ۲۳ ژانویه ۲۰۲۵، معرفی شد.
نینجا گایدن ۴ قرار است در اواخر سال ۲۰۲۵، برای پلتفرم‌های پلی‌استیشن ۵، مایکروسافت ویندوز و ایکس‌باکس سری اکس/اس منتشر شود، و در روز اول عرضه شامل اشتراک ایکس‌باکس گیم‌پس خواهد بود.

## بررسی اجمالی
نینجا گایدن ۴ پس از «مدت قابل توجهی از زمان» نینجا گایدن ۳ در یک توکیوی نزدیک به آینده اتفاق می‌افتد، که با بازگشت اژدهای تاریک، موجودی بدذات در پشت تیغهٔ اژدهای تاریک از نینجا گایدن (۲۰۰۴) و هماورد اصلی نینجا گایدن: شمشیر اژدها (۲۰۰۸) در هرج‌ومرج فرو رفت. شهر تحت تأثیر دنیای زیرین، ظاهری بارانی سایبرپانک و زیبایی به خود می‌گیرد. به گفته کارگردان بازی، این شرایط ناآرام به مضامین اصلی بازی اضافه می‌شود و مفهوم کلیدی «مصیبت و فلاکت» است.
در این نسخه یک قهرمان جدید، نینجایی جوان به نام یاکومو، معرفی شد تا بازی برای بازیکنان جدید پذیراتر شود.